# Melithaea rubeola
Melithaea rubeola is een zachte koraalsoort uit de familie Melithaeidae. De koraalsoort komt uit het geslacht Melithaea. Melithaea rubeola werd in 1889 voor het eerst wetenschappelijk beschreven door Wright & Studer. 